# Stelling van Skolem-Noether
In de ringtheorie, een deelgebied van de wiskunde, geeft de stelling van Skolem-Noether een karakterisering van de automorfismen van enkelvoudige ringen. De stelling is genoemd naar Thoralf Skolem en Emmy Noether.
De stelling werd in 1927 eerst door Skolem gepubliceerd in zijn artikel Zur Theorie der assoziativen Zahlensysteme (Over de theorie van de associatieve getalsystemen) en korte tijd later onafhankelijk herontdekt door Noether.

## Stelling van Skolem-Noether
Laat {\displaystyle A} en {\displaystyle B} in een algemene formulering enkelvoudige ringen zijn, en laat {\displaystyle K=Z(B)} het centrum van {\displaystyle B} zijn. Stel dat de dimensie van {\displaystyle B} over het lichaam/veld {\displaystyle K} eindig is, dat {\displaystyle B} een centrale enkelvoudige algebra is ({\displaystyle K} is een lichaam/veld, aangezien voor elke niet-nulzijnde {\displaystyle x\in K}, {\displaystyle Bx} een niet-nulzijnde, twee-zijdig ideaal van {\displaystyle B} is. Enkelvoudigheid van {\displaystyle B} impliceert dus dat {\displaystyle Bx=B} en dat {\displaystyle x} dus inverteerbaar is).
Dan als
{\displaystyle f,g:A\to B}
{\displaystyle K}-algebra homomorfismen zijn, bestaat er een eenheid {\displaystyle b\in B} zodanig dat
{\displaystyle g(a)=b\,f(a)\,b^{-1}}
voor alle {\displaystyle a\in A}.

## Implicaties
- Elk automorfisme van een Brauer-algebra is een inwendig automorfisme.